# Phyllanthus puntii
Phyllanthus puntii är en emblikaväxtart som beskrevs av Grady Linder Webster. Phyllanthus puntii ingår i släktet Phyllanthus och familjen emblikaväxter. Inga underarter finns listade i Catalogue of Life.